# Nathan Mendes
Nathan Gabriel de Souza Mendes noto semplicemente come Nathan Mendes (Caçapava, 19 agosto 2002) è un calciatore brasiliano, difensore del RB Bragantino.

## Carriera
Cresciuto nel settore giovanile del San Paolo, il 12 aprile 2022 si trasferisce in prestito al Coritiba, con cui esordisce in Série A il 4 giugno seguente, nella partita pareggiata per 1-1 contro il Ceará.

## Statistiche

### Presenze e reti nei club
Statistiche aggiornate al 25 novembre 2022.
| Stagione         | Squadra          | Campionato       | Campionato | Campionato | Coppe nazionali | Coppe nazionali | Coppe nazionali | Coppe continentali | Coppe continentali | Coppe continentali | Altre coppe | Altre coppe | Altre coppe | Totale | Totale |
| Stagione         | Squadra          | Comp             | Pres       | Reti       | Comp            | Pres            | Reti            | Comp               | Pres               | Reti               | Comp        | Pres        | Reti        | Pres   | Reti   |
| ---------------- | ---------------- | ---------------- | ---------- | ---------- | --------------- | --------------- | --------------- | ------------------ | ------------------ | ------------------ | ----------- | ----------- | ----------- | ------ | ------ |
| 2021             | San Paolo        | A+A1/SP          | 0+0        | 0          | CB              | 1               | 0               | CL                 | 0                  | 0                  | -           | -           | -           | 1      | 0      |
| gen.-apr. 2022   | San Paolo        | A+A1/SP          | 0+1        | 0          | CB              | 0               | 0               | CS                 | 0                  | 0                  | -           | -           | -           | 1      | 0      |
| Totale San Paolo | Totale San Paolo | Totale San Paolo | 1          | 0          |                 | 1               | 0               |                    | 0                  | 0                  |             | -           | -           | 2      | 0      |
| 2022             | Coritiba         | A                | 10         | 0          | CB              | 0               | 0               | -                  | -                  | -                  | -           | -           | -           | 10     | 0      |
| Totale carriera  | Totale carriera  | Totale carriera  | 11         | 0          |                 | 1               | 0               |                    | 0                  | 0                  |             | -           | -           | 12     | 0      |